# واکنش جانبی
واکنش جانبی(به انگلیسی: Side reaction) یک واکنش شیمیایی است که همزمان با واکنش اصلی، ولی به میزان کمتری رخ می‌دهد. این واکنش منجر به تشکیل محصول جانبی می‌شود، به طوری که بازدهی تولید محصول اصلی کاهش می‌یابد:
{\displaystyle {\ce {{A}+B->[{k_{1}}]P1}}}
{\displaystyle {\ce {{A}+C->[{k_{2}}]P2}}}
P1 محصول اصلی است اگر k1>k2 باشد. محصول جانبی P2 به طور کلی مطلوب نیست و باید از محصول اصلی جدا شود. 